# Beno
Beno (zm. 1098 lub 1099) – kardynał, przeciwnik papieża Grzegorza VII, autor pism polemicznych.
Wiadomo, że Beno został mianowany kardynałem prezbiterem Santi Silvestro e Martino ai Monti jeszcze przed nastaniem pontyfikatu Grzegorza VII (wybrany 22 kwietnia 1073). Był przeciwnikiem konfrontacyjnej polityki tego papieża wobec cesarza Henryka IV w związku ze sporem o inwestyturę. W maju 1082 brał udział w synodzie rzymskim, na którym przyłączył się do protestu kardynałów przeciwko wykorzystywaniu dóbr kościelnych do celów wojennych. W lutym 1084 przyłączył się do obediencji antypapieża Klemensa III i 4 listopada tego roku sygnował jego przywilej dla kościoła S. Marcello w Rzymie. 7 sierpnia 1098 brał udział w synodzie w S. Maria Rotondo w Rzymie, któremu przewodniczył Klemens III. Beno sprawował wówczas funkcję protoprezbitera. W tym lub następnym roku zmarł.
Beno jest autorem dzieła polemicznego  Gesta Romanae Aecclesiae contra Hildebrandum wymierzonego w papieża Grzegorza VII i jego następców.